# ماريان ديميتروف
ماريان ديميتروف (بالبلغارية: Мариян Димитров)‏ هو راكب الكنو بلغاري، ولد في 11 يونيو 1972 في كارجلي في بلغاريا.

## وصلات خارجية
- ماريان ديميتروف على موقع أوليمبيديا (الإنجليزية)